# مقاطعة غارفيلد (كولورادو)
مقاطعة غارفيلد (بالإنجليزية: Garfield County)‏ هي إحدى مقاطعات ولاية كولورادو في الولايات المتحدة الأمريكية.